# Mysteriet om digtermjøden
Mysteriet om digtermjøden er det ellevte tegneseriealbum i serien om Valhalla af Peter Madsen. Det udkom i 1998. Historien er skrevet ud fra fortællingen om skjaldemjøden fra Skáldskaparmál fra Yngre Edda.
Albummet adskiller sig fra de øvrige albums i serien, idet Odin er historiens hovedperson og fortæller. Den er desuden opbygget som et detektivroman.
Albummet modtog SAS-prisen for Bedste Nordiske Tegneserie på Raptus-festivalen i Bergen 1999.

## Handling
Odin bliver opsøgt af dværgene Fjalar og Galar, der påstår, at uretmæssigt er blevet afkrævet mandebod for at have slået jætten Gilling ihjel, på baggrund af en runestav fra en mystisk "Mester". Gillings søn, jætten Suttung, har afkrævet dem deres mjødtønde. De lader Odin smage på deres mjød, og pludselig bliver en han pøtisk og kan kvade skjaldekvad, hvilket får ham overbevist om at påtage sig opgaven.
Odin rejser til Gillings gård, Gillingsheim, for at lede efter spor under dæknavnet Bølværk. Her møder han Gunlød, der taler over sig ved at sige, at dværgene ikke vil få deres gudespyt tilbage.
Odin tænker tilbage på krigen mellem aser og vaner, og hvordan den blev afsluttet. Freden blev sikret ved at alle aser og vaner spyttede i en krukke, og begge raser sendte deres krigsrådgivere og rigeste person som gidsel til de andre. Odin var, som den rigeste as, ikke interesseret i at være gidsel, så Loke udøvede sejdmagi på en høne og fik den til at fremstå som et menneske, der fik navnet Høner. Mimer bliver sendt med som asernes vismand. Vanerne sender deres rigeste person; Njord, der medbringer sine børn Frej og Freja, samt rådgiveren Kvaser, der taler i vers.
Odin opsøger Njord i forsøg på at opklare mysteriet om, hvor krukken med gudespyt blev af. Her få han at vide, at den indeholdt den digteriske essens af gudernes samlede visdom. Odin vender herefter tilbage til dværgene, der fortæller at en kvinde hyrede dem til at skaffe noget til sig. De gemte "varen" i deres mjødtønde. En mystisk person lytter ved vinduet, men værgene får jaget vedkommende væk.
Odin taler herefter med Mimer for at høre, hvad der skete da han mistede hovedet. Mimer fortæller, at Høner pfpørte sig uforskammet og ville bestemme alting, da de kom til Vanaheim samt at det var en flok jætter, der huggede hovedet af ham. Mimers hoved blev sendt til Asgård, hvor Odin overtalte Freja til at lære ham sejd, så han kunne bringe Mimers hoved tilbage til livet. Kort efter forlyder det at også Høner er blevet dræbt i Vanaheim. For ikke at starte en ny krig ved at halshugge vanernes gidsler ophøjede han i stedet Njord og hans børn til guder. 
Suttung dukker pludseligt op hos Odin og angriber ham. Odin for overmandet og finder ud af, at det var ham, der lyttede hos dværgene. Da Suttung får øje på Mimer flygter han, og Mimer fortæller, at det var Suttung der anførte jætterne, som angreb ham.
Odin vender tilbage til Gillingsheim. Ved list får han alle bønderne til at hugge hovedet af hinanden ved at kaste sin magiske væssesten op i luften og love den til den person, som griber den med sin le. Suttungs bror Bauge kommer, og Odin tilbyder at gøre bøndernes arbejde mod at han får mjøden i betaling. Bauge fortæller at det ikke kan lade sig gøre, da den befinder sig i Hnitbjerg og er bevogtet. Suttung dukker op og Odin flygter.
Han finde en vej ind til Hnitbjegr, hvor Gunlød vogter over tønden med digtermjøden, hvori Kvasers hoved ligger. Han forfører hende og drikker øl mjøden. Pludseligt dukker Høner op. DEt viser sig at han er den mystisk Mester. Han havde overhørt vanernes overhoved, Nerthus, sige at det ene af deres gidsler ikke var en rigtig vane, og havde derefter igangsat et plot for at få starten krigen igen. Han købte Gilling og hans sønner til at slå Mimer ihjel og startede rygterne om, at han også var blevet dræbt, da han fandt ud af, at aserne ikke ville hævne sig.
Odin bruger sejd til at trylle Høner om til en høne igen, og bruger herefter sin falkeham til at slippe væk med mjødtønden. Bauge og Suttung forsøger at skyde ham ned, og han må derfor kaste en del af digter op.
Tilbage i Asgård venter dværgene. Odin giver dem tønden tilbage, men mjøden har han selv. Han giver dem en runestav hver, hvor der står "Guldet er dit, hvis du dræber din bror". Njord og Freja opsøger Odin for at fortælle om Kvaser, og Odin erkende at også aserne havde snydt med gidslerne.